# Пащенко Валентин Романович
Валентин Романович Пащенко (нар. 25 жовтня 1933, Пащенівка) — український художник; член Харківської організації Спілки радянських художників України з 1970 року.

## Біографія
Народився 25 жовтня 1933 року в селі Пащенівці (нині Богодухівський район Харківської області, Україна). Упродовж 1953—1958 років навчався у Харківському художньому училищі, де був учнем Миколи Сліпченка.
Жив у Харкові, в будинку на Куряжанському в'їзді, № 4, потім в будинку на вулиці Єсеніна, № 12, квартира 66. Працював в творчій майстерні.

## Творчість
Працював в галузі станкового живопису та графіки. Серед робіт:
- серія літографій за мотивами поеми Тараса Шевченка «Гайдамаки» (1964);

картини
- «Бойовий 1918 рік» (1967);
- «Шляхами війни» (1968);
- «На цілину» (1969);
- «Красна площа» (1969);
- «Портрет В. Саєнка» (1980);
- «Мореплавці» (1996);
- «Літо» (1997);
- «Слобожани» (1998);
- «Наші предки» (1998).

Брав участь у республіканських виставках з 1964 року, всесоюзних — з 1968 року.